# Hóquei no gelo nos Jogos Olímpicos de Inverno de 1952
O torneio de hóquei no gelo nos Jogos Olímpicos de Inverno de 1952 foi disputado por nove equipes entre 15 e 25 de fevereiro de 1952 em Oslo.
A equipe do Canadá manteve o domínio da modalidade e conquistou a medalha de ouro pela sexta vez, em sete edições do torneio olímpico (em 1936 perdeu o título para a Grã-Bretanha). Estados Unidos e Suécia completaram o pódio. Após esta conquista, a equipe canadense só retomaria o título 50 anos depois, em Salt Lake City 2002.

## Medalhistas
|  | CAN Canadá |  | USA Estados Unidos |  | SWE Suécia |
|  | Ralph Hansch Eric Paterson George Abel John Davies William Dawe Robert Dickson Donald Gauf William Gibson Robert Meyers David Miller Thomas Pollock Gordon Robertson Allan Purvis Louis Secco Francis Sullivan Robert Watt |  | Richard Desmond Donald Whiston Ruben Bjorkman Leonard Ceglarski Joseph Czarnota Andre Gambucci Clifford Harrison Gerald Kilmartin John Mulhern John Noah Arnold Oss Robert Rompre James Sedin Allen Van Kenneth Yackel |  | Thord Flodqvist Lars-Åke Svensson Göte Almqvist Hans Andersson-Tvilling Stig Andersson-Tvilling Åke Andersson Lars Björn Göte Blomqvist Erik Johansson Gösta Johansson Rune Johansson Sven Johansson-Tumba Holger Nurmela Hans Öberg Lars Pettersson Sven Thunman |

## Fase única
| Equipe                | Pts | J | V | E | D | GP | GC |
| --------------------- | --- | - | - | - | - | -- | -- |
| CAN Canadá            | 15  | 8 | 7 | 1 | 0 | 71 | 14 |
| USA Estados Unidos    | 13  | 8 | 6 | 1 | 1 | 43 | 21 |
| SWE Suécia[a]         | 12  | 8 | 6 | 0 | 2 | 48 | 19 |
| TCH Checoslováquia[a] | 12  | 8 | 6 | 0 | 2 | 47 | 18 |
| SUI Suíça             | 8   | 8 | 4 | 0 | 4 | 40 | 40 |
| POL Polônia           | 5   | 8 | 2 | 1 | 5 | 21 | 56 |
| FIN Finlândia         | 4   | 8 | 2 | 0 | 6 | 21 | 60 |
| GER Alemanha          | 3   | 8 | 1 | 1 | 6 | 21 | 53 |
| NOR Noruega           | 0   | 8 | 0 | 0 | 8 | 15 | 46 |

a. ^ Suécia e Checoslováquia empataram em número de pontos e a medalha de bronze foi definida em um confronto de desempate.
| 15 de fevereiro | NOR Noruega        | 2-3 (1-0, 0-2, 1-1)  | USA Estados Unidos |
| 15 de fevereiro | SWE Suécia         | 9-2 (2-0, 5-2, 2-0)  | FIN Finlândia      |
| 15 de fevereiro | TCH Checoslováquia | 8-2 (3-1, 2-1, 3-0)  | POL Polônia        |
| 15 de fevereiro | CAN Canadá         | 15-1 (6-1, 7-0, 2-0) | GER Alemanha       |
| 16 de fevereiro | SUI Suíça          | 12-0 (2-0, 2-0, 8-0) | FIN Finlândia      |
| 16 de fevereiro | NOR Noruega        | 0-6 (0-2, 0-2, 0-2)  | TCH Checoslováquia |
| 16 de fevereiro | USA Estados Unidos | 8-2 (1-0, 3-1, 4-1)  | GER Alemanha       |
| 16 de fevereiro | SWE Suécia         | 17-1 (1-0, 9-1, 7-0) | POL Polônia        |
| 17 de fevereiro | NOR Noruega        | 2-4 (1-2, 0-1, 1-1)  | SWE Suécia         |
| 17 de fevereiro | SUI Suíça          | 6-3 (4-1, 2-2, 0-0)  | POL Polônia        |
| 17 de fevereiro | CAN Canadá         | 13-3 (6-2, 5-0, 2-1) | FIN Finlândia      |
| 17 de fevereiro | TCH Checoslováquia | 6-1 (0-0, 2-1, 4-1)  | GER Alemanha       |
| 18 de fevereiro | USA Estados Unidos | 8-2 (1-0, 6-0, 1-2)  | FIN Finlândia      |
| 18 de fevereiro | CAN Canadá         | 11-0 (6-0, 3-0, 2-0) | POL Polônia        |
| 18 de fevereiro | NOR Noruega        | 2-7 (0-4, 2-2, 0-1)  | SUI Suíça          |
| 18 de fevereiro | SWE Suécia         | 7-3 (3-2, 0-0, 4-1)  | GER Alemanha       |
| 19 de fevereiro | CAN Canadá         | 4-1 (1-1, 1-0, 2-0)  | TCH Checoslováquia |
| 19 de fevereiro | USA Estados Unidos | 8-2 (4-1, 3-0, 1-1)  | SUI Suíça          |
| 20 de fevereiro | POL Polônia        | 4-4 (1-1, 3-1, 0-2)  | GER Alemanha       |
| 20 de fevereiro | NOR Noruega        | 2-5 (0-2, 2-2, 0-1)  | FIN Finlândia      |
| 21 de fevereiro | USA Estados Unidos | 2-4 (0-1, 0-0, 2-3)  | SWE Suécia         |
| 21 de fevereiro | CAN Canadá         | 11-2 (4-0, 5-0, 2-2) | SUI Suíça          |
| 21 de fevereiro | TCH Checoslováquia | 11-2 (4-1, 3-0, 4-1) | FIN Finlândia      |
| 21 de fevereiro | NOR Noruega        | 2-6 (0-0, 1-1, 1-5)  | GER Alemanha       |
| 22 de fevereiro | FIN Finlândia      | 5-1 (1-0, 2-0, 2-1)  | GER Alemanha       |
| 22 de fevereiro | TCH Checoslováquia | 8-3 (0-2, 2-1, 6-0)  | SUI Suíça          |
| 22 de fevereiro | USA Estados Unidos | 5-3 (1-0, 2-0, 2-3)  | POL Polônia        |
| 22 de fevereiro | CAN Canadá         | 3-2 (1-2, 1-0, 1-0)  | SWE Suécia         |
| 23 de fevereiro | SWE Suécia         | 5-2 (1-1, 4-0, 0-1)  | SUI Suíça          |
| 23 de fevereiro | NOR Noruega        | 2-11 (2-5, 0-3, 0-3) | CAN Canadá         |
| 23 de fevereiro | POL Polônia        | 4-2 (2-2, 0-0, 2-0)  | FIN Finlândia      |
| 23 de fevereiro | USA Estados Unidos | 6-3 (2-1, 4-0, 0-2)  | TCH Checoslováquia |
| 24 de fevereiro | TCH Checoslováquia | 4-0 (2-0, 2-0, 0-0)  | SWE Suécia         |
| 24 de fevereiro | SUI Suíça          | 6-3 (1-1, 3-1, 2-1)  | GER Alemanha       |
| 24 de fevereiro | NOR Noruega        | 3-4 (2-1, 1-1, 0-2)  | POL Polônia        |
| 24 de fevereiro | CAN Canadá         | 3-3 (2-0, 1-2, 0-1)  | USA Estados Unidos |

### Desempate pelo bronze
| 25 de fevereiro | SWE Suécia | 5-3 (0-2, 1-1, 4-0) | TCH Checoslováquia |